# Marco Romano (escrime)
Pour les articles homonymes, voir Marco Romano.
Marco Romano est un sabreur italien né le 6 mai 1953 à Naples.

## Carrière
Marco Romano participe à l'épreuve de sabre par équipe lors des Jeux olympiques d'été de 1980 à Moscou et remporte avec ses partenaires italiens Mario Aldo Montano, Michele Maffei, Ferdinando Meglio et Giovanni Scalzo la médaille d'argent.